# Moulin-Neuf, Dordogne

Moulin-Neuf este o comună în departamentul Dordogne din sud-vestul Franței. În 2009 avea o populație de 869 de locuitori.

## Evoluția populației
| An        | 1975 | 1982 | 1990 | 1999 | 2006 | 2009 |
| --------- | ---- | ---- | ---- | ---- | ---- | ---- |
| Populație | 507  | 569  | 664  | 703  | 823  | 869  |